# Мамохато
Королева Мамохато Беренг Сіісо (англ. 'Mamohato Bereng Seeiso; 28 квітня 1941 — 6 вересня 2003) — дружина короля Мошвешве II, тричі була регенткою королівства Лесото.

## Біографія
Була молодшою дочкою Леротолі Моджели, управителя провінції Тсакхоло. Вивчала житлову економіку в невеличкому коледжі в місті Бат (графство Сомерсет, Англія).
За рік після смерті свого батька вона вийшла заміж за короля Мошвешве II. Під час відсторонення її чоловіка, а потім і сина Летсіє III від влади виконувала функції регента. В ті періоди опікувалась дитячою освітою в Лесото.
Померла у вересні 2003 року через серцевий напад.